# Jorge Luis Gómez
Jorge Luis Gómez (14 de setembro de 1968) é um ex-futebolista chileno que atuava como defensor.

## Carreira
Jorge Luis Gómez integrou a Seleção Chilena de Futebol na Copa América de 1997.